# Cofibration
 (octobre 2015).
Si vous disposez d'ouvrages ou d'articles de référence ou si vous connaissez des sites web de qualité traitant du thème abordé ici, merci de compléter l'article en donnant les références utiles à sa vérifiabilité et en les liant à la section « Notes et références ».
En mathématiques, une cofibration est une application qui satisfait la propriété d'extension des homotopies, ce qui est le cas pour les inclusions de CW-complexes. Le quotient de l'espace but par l'espace source est alors appelé cofibre de l'application.
L'inclusion dans le cylindre d'application permet de remplacer une application continue entre deux espaces topologiques par une cofibration homotopiquement équivalente. La cofibre est alors appelée cofibre homotopique de l'application initiale.

## Définition
Une application {\displaystyle i} entre deux espaces topologiques {\displaystyle A} et {\displaystyle X} est appelée une cofibration si pour toute application {\displaystyle F} de {\displaystyle X} dans un espace topologique {\displaystyle Y} telle que la composée avec {\displaystyle i} est homotope à une application {\displaystyle g}, il existe une homotopie de {\displaystyle X} vers {\displaystyle Y} dont la composée avec {\displaystyle i} donne l'homotopie sur {\displaystyle A}. Cette définition est résumée par le diagramme commutatif suivant :
où {\displaystyle Y^{[0,1]}} est l’espace des chemins sur Y.

## Propriétés
Pour une cofibration i de A dans X, l'homologie de la cofibre C est celle de la paire d'espaces et s'inscrit donc dans une suite exacte longue :